# پارکینگ (فیلم ۱۹۸۵)
پارکینگ (انگلیسی: Parking) فیلمی در ژانر فانتزی، رمانتیک، درام و موزیکال به کارگردانی ژاک دمی است که در سال ۱۹۸۵ منتشر شد. از بازیگران آن می‌توان به ژان ماره و ژیل کوئن اشاره کرد.